# Chéri Maurice

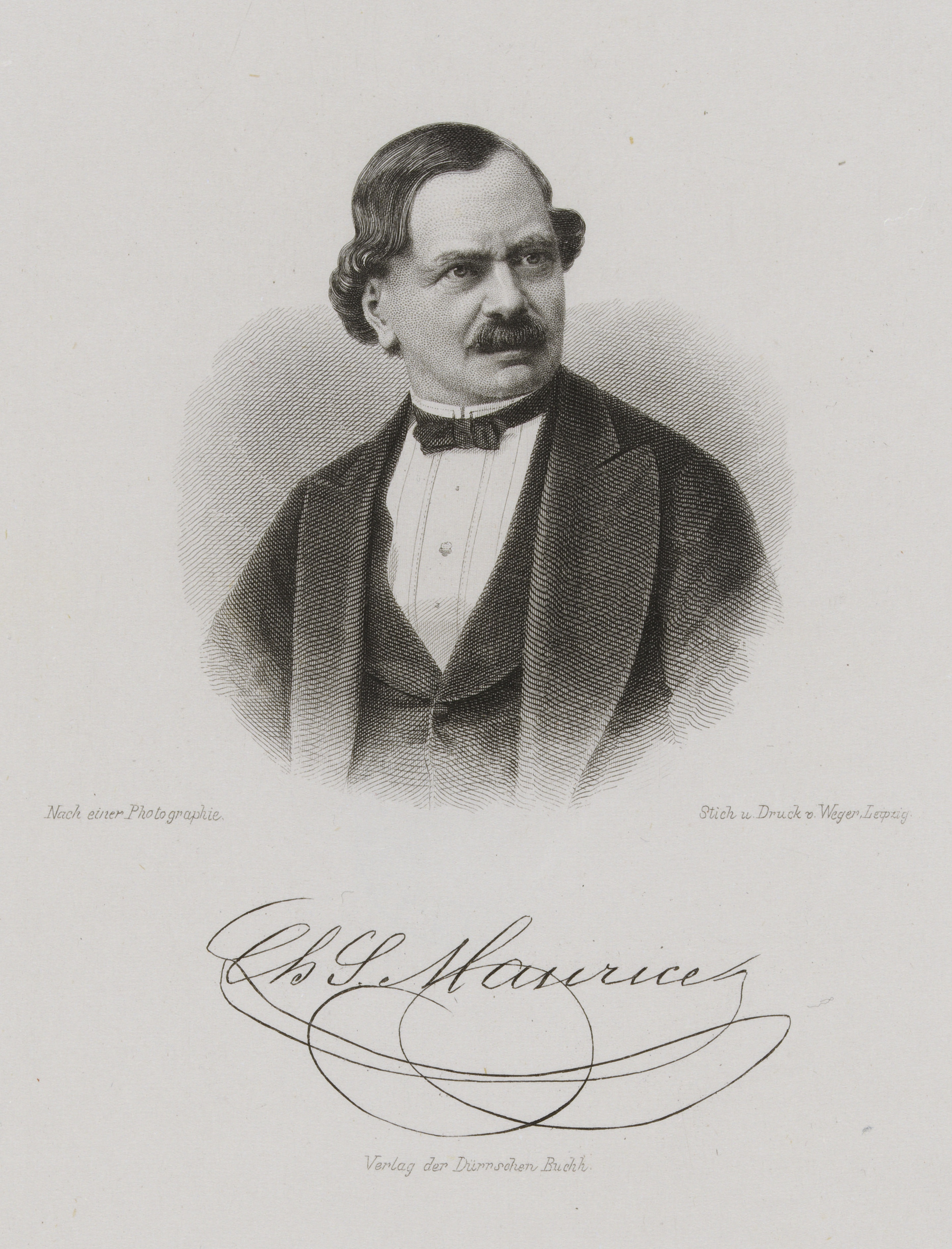
Lithographie von August Weger

Chéri Maurice, eigentlich Charles Maurice Schwartzenberger, (* 29. Mai 1805 in Agen, Lot-et-Garonne, Frankreich; † 27. Januar 1896 in Hamburg, Deutschland) war ein deutscher Schauspieler und Theaterdirektor französischer Herkunft.

## Leben
Chéri Maurice war ein Sohn des Kaufmanns Maurice Schwartzenberger (1780–1853) und dessen Ehefrau. Maurice kam 1824 (nach anderer Lesart 1826) nach Deutschland und ließ sich in Hamburg nieder. Der Vater pachtete in der Vorstadt St. Georg das Lokal Tivoli samt Biergarten und einer Sommerbühne. Während der Sommermonate traten dort Bärenführer, Jongleure, Akrobaten auf und Maurice verdiente sich seine ersten Erfolge als Conférencier.
Bald schon inszenierte er, zusammen mit seinem Vater, kleinere selbstkreierte Stücke und mit wachsendem Erfolg kamen dann immer professionellere Aufführungen zustande. Seine größten Erfolge hatte Maurice mit Dialektstücken im Stile Georg Nikolaus Bärmanns; aber auch Possen von Louis Angely und Karl von Holtei fanden ein begeistertes Publikum. Durch seine Bekanntschaft mit Charles Caßmann, dem Theatermeister des Hamburger Stadttheaters, kam er an die Theaterlizenz von Wittwe Handje (sie war die Schwiegermutter Caßmanns).
Maurice konvertierte vom jüdischen zum evangelischen Glauben und heiratete am 31. Juli 1832 in der Kirche St. Petri Emilie Möller (* 1812). Mit ihr hatte er einen Sohn, Gustav (1836–1893). Der NS-Politiker Emil Maurice war sein Urenkel; dieser galt aufgrund seiner Nähe zu Adolf Hitler als „Ehren-Arier“ und wurde, unter Verzicht auf den ansonsten obligatorischen Ariernachweis, von Himmler in der SS geduldet.
Als Wittwe Handje an den Folgen des Großen Brandes 1842 starb, erteilte der Senat der Stadt „… in Anbetracht der von ihm bewährten Energie, Solidität und Geschicklichkeit …“ eine Konzession für einen Theaterneubau; allerdings mit der Auflage, die Erben Wittwe Handjes zu entschädigen. Maurice beauftragte die Architekten Franz Georg Stammann und Auguste de Meuron mit einem Neubau, den er am 9. November 1843 unter dem Namen Thalia-Theater eröffnen konnte.

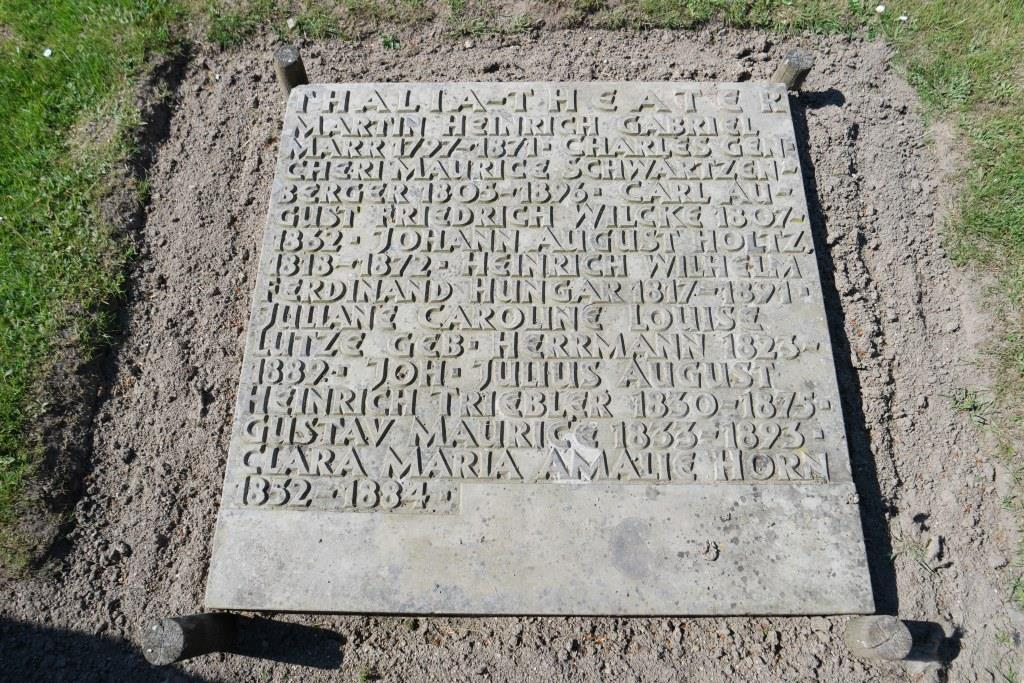
Sammelgrabmal Thalia-Theater

Im Mai 1885 übertrug Maurice die Geschäftsleitung des Theaters gänzlich seinem Sohn und zog sich ins Privatleben zurück. Gustav Maurice hatte seinen Vater bereits seit Jahren in geschäftlichen Belangen unterstützt, konnte diesen aber nicht ersetzen. Während der Vorbereitungen zu den Feierlichkeiten  50 Jahre Thalia-Theater am 9. November 1893 starb Gustav Maurice plötzlich und unerwartet. Chéri Maurice fungierte mit Unterstützung Bernhard Pollinis noch einige Monate als Geschäftsführer, bis mit Wirkung vom 1. Juni 1894 Pollini Thalia-Theater und Stadttheater fusionieren konnte.
Vier Monate vor seinem 91. Geburtstag starb Chéri Maurice am 27. Januar 1896 in Hamburg und fand dort auf dem jüdischen Friedhof seine letzte Ruhestätte.
Auf dem Hamburger Friedhof Ohlsdorf wird im Bereich des „Althamburgischen Gedächtnisfriedhofs“, Sammelgrabmal Thalia-Theater, unter anderen an „Schwartzenberger Charles gen. Maurice“ erinnert.

## Zitat
Der Theaterkritiker Rudolf Elcho: „Maurice hatte sein langes Leben lang nur einen Feind, die deutsche Sprache“.